# Melolontha gussakovskii
Melolontha gussakovskii är en skalbaggsart som beskrevs av Medvedev 1945. Melolontha gussakovskii ingår i släktet Melolontha och familjen Melolonthidae. Inga underarter finns listade i Catalogue of Life.